# 後燕行政區劃
後燕政區是州郡縣三級制。其疆域在史料中較為明確，在與政區相關的職官署置上雖同樣有空張虛名、虛實相混的狀況，但其重要戰略據點不多，州的實際設置數量有限。
自慕容寶從中山奔龍城以前，後燕州一級行政區劃，如下：
1. 冀州，燕元元年（384年）置。初期曾屯廣阿，建興元年（386年）六月前秦苻定投降後，始治信都。建興十一年（396年）治鄴城。
2. 司州，建興元年（386年）置，治中山（即盧奴）
3. 幽州，燕元二年（385年）置。先治薊城，後鎮龍城。
4. 平州，燕元二年（385年）置。先治龍城，後鎮平郭。
5. 兗州，建興二年（387年）慕容垂攻佔鎮東阿後置。初治東阿，建興七年（392年）移治滑臺。
6. 青州，建興二年（387年）二月，慕容垂佔領歷城後置。治歷城。
7. 徐州，建興二年（387年）五月，翟遼向後燕投降，後燕以翟遼為徐州牧，遙領徐州。建興七年（392年）六月慕容垂佔領黎陽後始治於此。
8. 并州，建興九年（394年）八月置，治晉陽。
9. 雍州，建興九年（394年）八月置，治長子。
10. 豫州，屬遙領州。
11. 益州，屬遙領州。
12. 梁州，屬遙領州。
13. 秦州，屬遙領州。
14. 梁州，屬遙領州。

各州領郡如下：
1. 冀州領魏郡、陽平、廣平、汲郡、貴鄉、頓丘、清河、平原、河內、長樂、勃海、武邑、襄國、章武、廣川、樂陵16郡。
2. 司州領中山、常山、唐郡、巨鹿、博陵、高陽、河間、趙郡、上谷、廣寧、代郡（388年曾廢）11郡。
3. 幽州領燕郡、范陽、漁陽、北平4郡。
4. 平州領遼西、北平2郡。
5. 兗州領東郡、陳留、濮陽、濟陽4郡。
6. 青州領郡無考。
7. 徐州領黎陽郡。
8. 并州領太原、樂平、平陽、新興、西河、雁門6郡。
9. 雍州領武鄉、上黨、建興3郡。